# 神鷹丸 (3代)
神鷹丸（しんようまる）は、東京海洋大学海洋科学部が管理する海洋調査船・練習船。本項では、1984年に竣工し、2015年に神鷹丸 (4代)に後を引き継いで売却された3代目を扱う。

## 略歴
- 1937年3月 - 練習船「神鷹丸」竣工 235トン[2]
- 1963年3月 - 2代目「神鷹丸」竣工 382.07トン[2]
- 1984年12月10日 - 3代目「神鷹丸」竣工 649トン 住友重機械工業追浜造船所[2]
- 2015年2月 - 4代目「神鷹丸」起工式(予定) 970トン [3]
- 2015年3月31日 4代目「神鷹丸」竣工
- 2016年4月 競売により売却[4][5]

## 特徴
日本周辺から太平洋、インド洋の赤道海域までを主な実習教育、調査研究の海域とし、 航海・運用学等の乗船実習、海技教科の実習、海洋観測実習及び トロール漁業、イカ釣、マグロ延縄漁業等の実習を行っていた。共同利用・調査航海も時折り行っていた。